# San Nicola Arcella
San Nicola Arcella är en ort och kommun i provinsen Cosenza i regionen Kalabrien i Italien. Kommunen hade 1 999 invånare (2018).